# Гудон, Жан Антуан
Жан Антуа́н Гудо́н (фр. Jean-Antoine Houdon, 25 марта 1741, Версаль — 15 июля 1828, Париж) — французский скульптор академического направления периода неоклассицизма. Один из самых знаменитых мастеров психологического портрета своей эпохи. Ж.-А. Гудон создал галерею психологических портретов современников — представителей эпохи Просвещения и деятелей Великой французской революции.

## Биография
Будущий скульптор родился в Версале, близ Парижа. Ещё мальчиком помогал в мастерской знаменитому скульптору Ж.-Б. Пигалю. В 1752 году поступил в Королевскую академию живописи и скульптуры в Париже, где учился у Рене-Мишеля Слодца, Жан-Батиста Лемуана и Жан-Батиста Пигаля. С 1761 по 1764 год проходил обучение в Королевской школе «Избранных учеников» (élèves protégés).

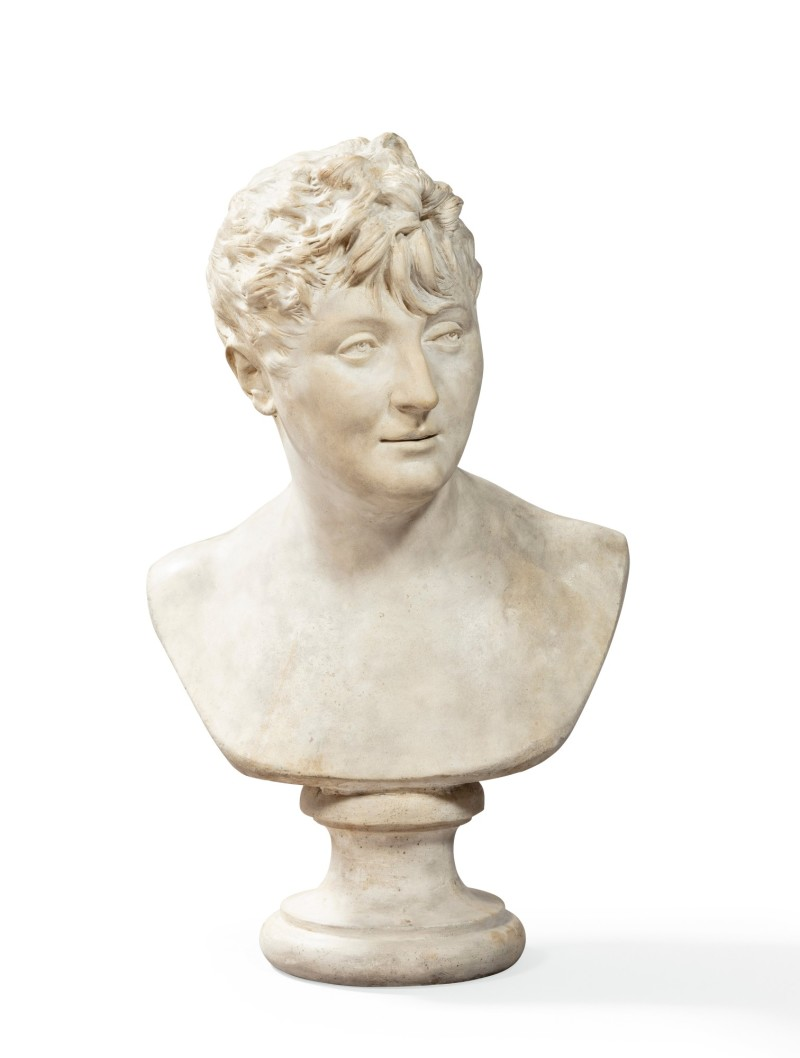
Бюст Принцессы де Сальм

В 1761 году Жан-Антуан Гудон был удостоен Римской премии Французской академии и до 1768 года жил в Италии, в Риме, где испытал влияние античной скульптуры. Гудон выполнял многие заказы, среди которых мраморные статуи святых Бруно и Иоанна Крестителя для церкви Санта-Мария-дельи-Анджели-э-дей-Мартири.
В 1771 году Гудон стал членом Академии живописи и скульптуры в Париже, в 1778 году — профессором класса скульптуры. В 1805—1823 годах Жан-Антуан Гудон преподавал скульптуру в Школе изящных искусств в Париже.
В 1778 году Жан-Антуан Гудон вступил в масонскую ложу «Les Neuf Sœurs», где позже познакомился с Бенджамином Франклином и адмиралом Джоном Полом Джонсом.
В 1785 году по приглашению Франклина он пересёк Атлантику. В Америке выполнил по гипсовой маске несколько бюстов и мраморную статую Джорджа Вашингтона, предназначенную Генеральной Ассамблеей Вирджинии для Капитолия штата Вирджиния в Ричмонде.
В период Французской революции из-за связей с двором Людовика XVI, Гудон впал в немилость, хотя и избежал тюремного заключения. Он снова приобрёл популярность во времена французского Консульства и Империи. 17 декабря 1804 года получил звание кавалера ордена Почётного легиона.
Гудон скончался в Париже 15 июля 1828 года и был похоронен на кладбище Монпарнас.

## Творчество
По возвращении во Францию представил на суд академиков мраморную фигуру дремлющего Морфея (ныне в парижском Лувре), а в 1777 году — небольшую мраморную фигуру бегущей нагой Дианы-Охотницы с луком и стрелой в руках. Скульптура была приобретена российской императрицей Екатериной II и находилась в коллекции Эрмитажа в Санкт-Петербурге. В 1932 году была продана советским правительством промышленнику и коллекционеру Галусту Гюльбенкяну. В настоящее время находится в музее имени Гюльбенкяна в Лиссабоне. Бронзовая отливка статуэтки (1790) хранится в Лувре, ещё одна — в собрании Фрик в Нью-Йорке.

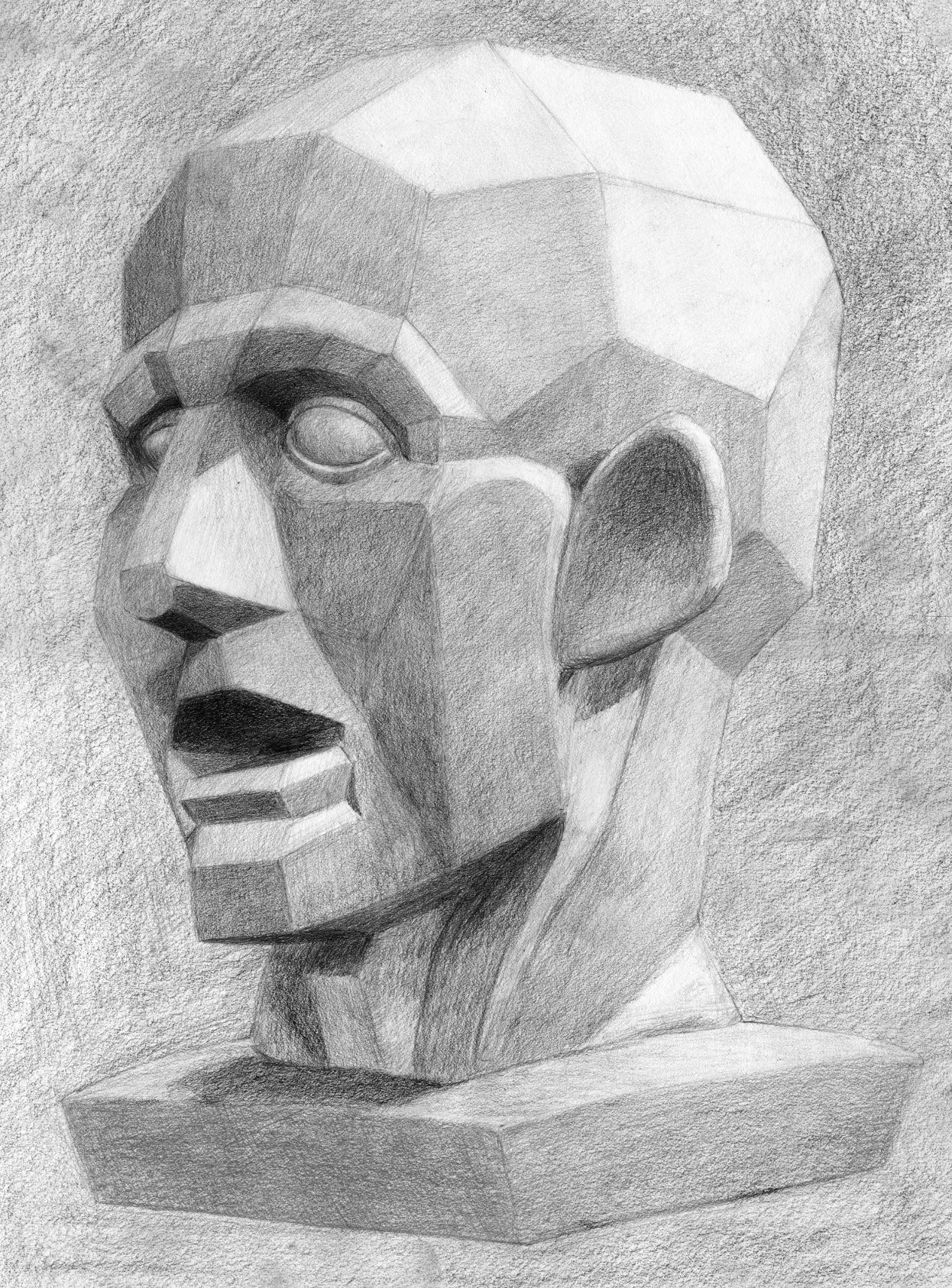
Пример рисунка обрубовки Жана-Антуана Гудона

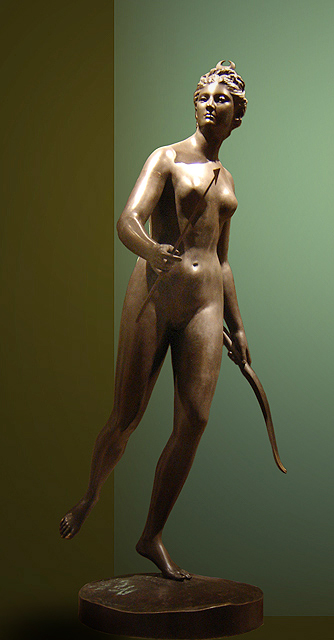
Ж.-А. Гудон. Диана. 1790. Бронза. Лувр, Париж

Одним из результатов работы в Риме, в кругу художников Академии Святого Луки, стала фигура из гипса  «экорше»  фр. écorce — «кора, корка») — изображение человека с открытой мускулатурой, без кожного покрова (1766—1767). Вначале Гудон выполнил такую фигуру в качестве эскиза для статуи «Иоанна Крестителя», использовав знания, полученные им у хирурга Сегюра, который учил его анатомии на трупах в больнице Святого Людовика Французского. «Экорше» Гудона получил высокую оценку художников. Скульптуру объявили лучшей из всех известных анатомических моделей. Гипсовый слепок приобрёл директор Французской академии в Риме Шарль Натуар.
Копии «Экорше» стали непременным учебным пособием во всех художественных академиях и художественных школах до настоящего времени в процессе обучения академическому рисунку и лепке. Они стали столь популярны, что называются по фамилии скульптора: «гудонами».
В период с 1776 по 1783 год художник выполнил множество портретов своих современников: Людовика XVI в мраморе (Версаль), бюсты Мольера, Ж.-Л. Л. де Бюффона, (1783). Вольтера (1778), Дидро, Ж.-Ж. Руссо, Екатерины II (1773), Бенджамина Франклина, Джорджа Вашингтона, Мирабо, Неккера и многих других. Используя посмертную маску Ж.-Ж. Руссо, он создал бронзовую статую мыслителя (Лувр). В зрелые годы Гудон, как правило, работал в глине, часто используя гипсовые слепки голов, рук, а изготовление оригинала из мрамора либо отливку в бронзе поручал своим помощникам.

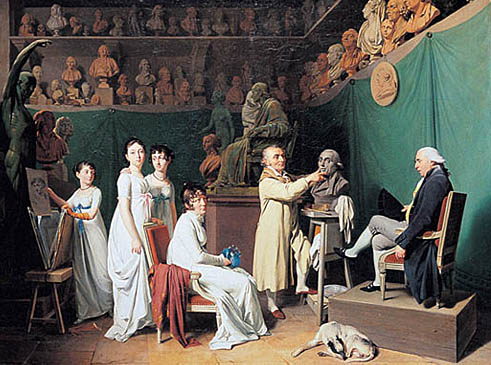
Л.-Л. Буайи. Ателье Гудона. Ок. 1804. Музей декоративного искусства, Париж

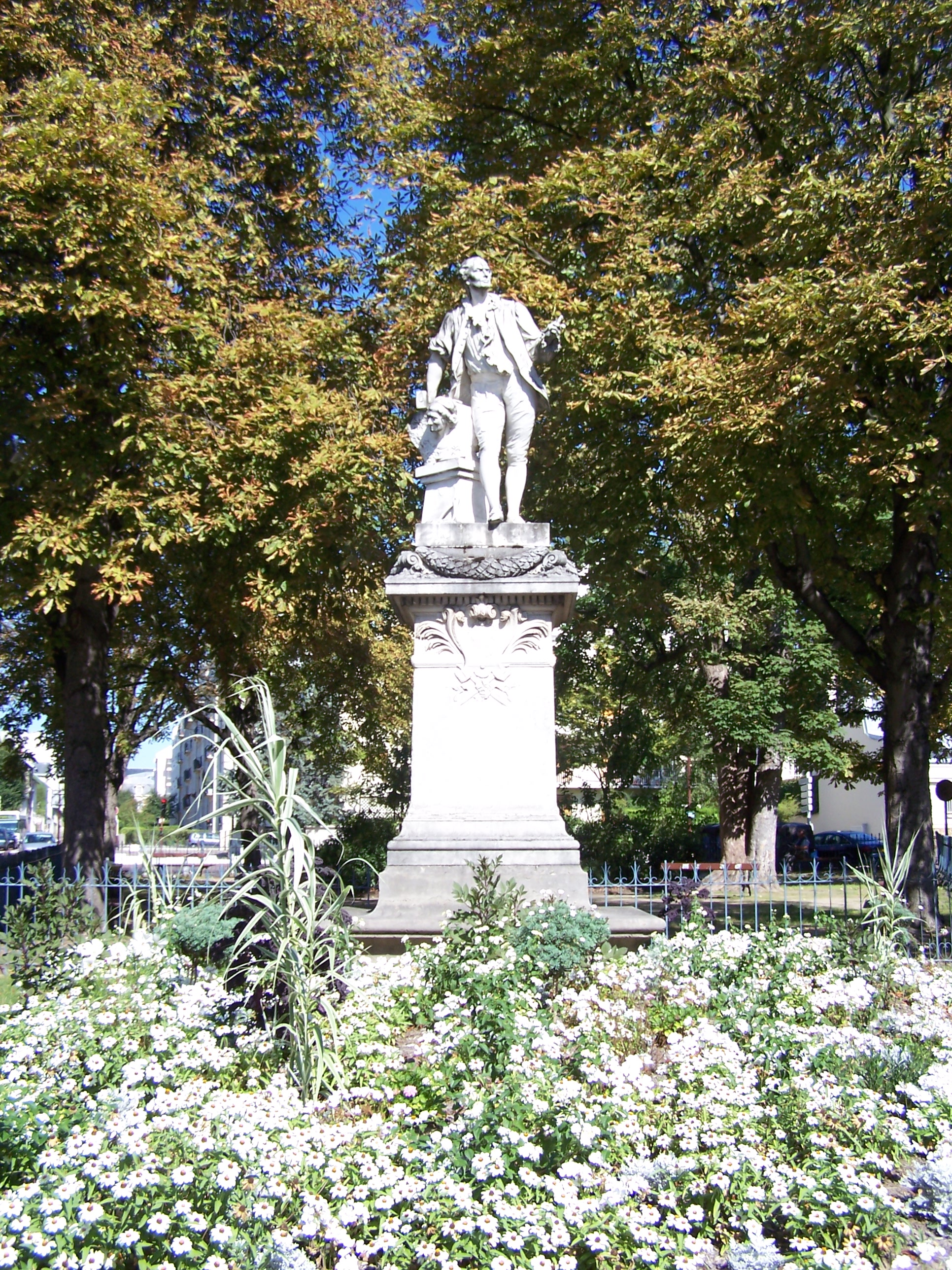
Статуя Гудона в Версале

Гудону принадлежит множество портретов философа Вольтера: бюстов и статуй. В 1778 году Гудон создал одну из своих самых известных скульптур: фигуру улыбающегося, сидящего в кресле Вольтера. Она была показана в Салоне 1781 года. В этом произведении соединились тенденции сентиментализма эпохи Просвещения и натурализма академического искусства. 30 мая 1778 года Вольтер умер, а на следующий день Гудон снял гипсовые слепки с лица и рук философа. Эти слепки и предыдущая работа с натуры явились основой для создания скульптором нескольких портретов философа.
После смерти Вольтера российская императрица Екатерина II приобрела собрание бюстов различных типов, а затем, по совету барона Гримма, в 1784 году заказала мраморную копию сидящего в кресле Вольтера. Работа над второй мраморной статуей Вольтера была завершена скульптором ранее, в 1781 году, и спустя три года, вместе с библиотекой философа, приобретенной Екатериной II у мадам Дени, прибыла в Россию. В письме к Гримму императрица писала: «Статуя Вольтера работы Гудона распакована и установлена в Утренней зале (в беседке парка близ озера); там её окружают Антиной, Аполлон Бельведерский и много других статуй, модели которых привезены из Рима, но отлитых здесь. Когда входишь в эту залу, буквально захватывает дух и, о чудо! Гудоновская статуя Вольтера не проигрывает от такого окружения. Вольтер помещен здесь на хорошем месте и созерцает всё, что есть прекраснейшего между древними и новыми статуями… С тех пор как там Вольтер, смотреть Утреннюю залу ходят караванами».
Скульптуру Вольтера установили в парке Царского Села, позднее перенесли в Публичную библиотеку в Санкт-Петербурге, а с 1887 она находится в собрании Эрмитажа. По мраморному оригиналу были изготовлены бронзовые статуэтки, в частности для Комеди-Франсез в Париже и для Публичной библиотеки Санкт-Петербурга.
В 1780-х годах Гудон создал две скульптуры «Зима» и «Купальщица», которые приобрели европейскую известность, как и ранее бюсты детей: Луизы и Александра Броньяр (1777, детей архитектора Броньяра) и других (варианты в терракоте и бронзе).
Между 1773 и 1781 годами Жан-Антуан Гудон выполнял надгробные памятники. В Салоне 1773 года он выставил эскизы двух мавзолеев князей Голицыных для нижнего храма Богоявленского монастыря в Москве. Его последняя работа такого рода — Мавзолей Шарпантье, графа д’Эннери, ныне расположенный в замке Шасс, Испендик (Бретань).
Гудон продолжал работать в периоды Консульства и Империи, однако его работы утратили прежние качества. Поразительна холодность бюстов Наполеона, Жозефины Бонапарт и маршала Нея. Однако скульптор пользовался известностью, в Салоне 1814 года он выставил бюст Александра I.

## Галерея

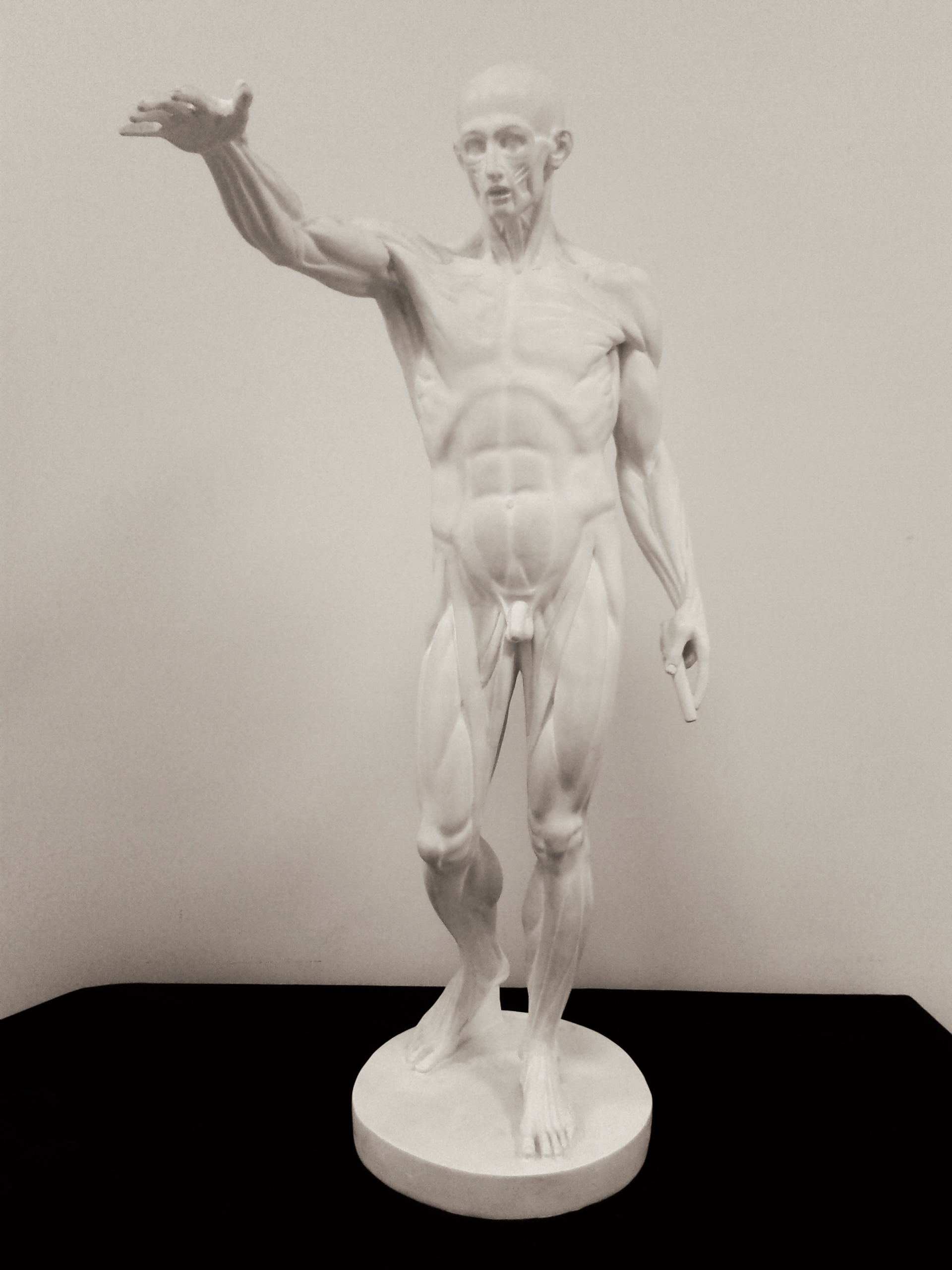
Экорше. 1776. Гипс
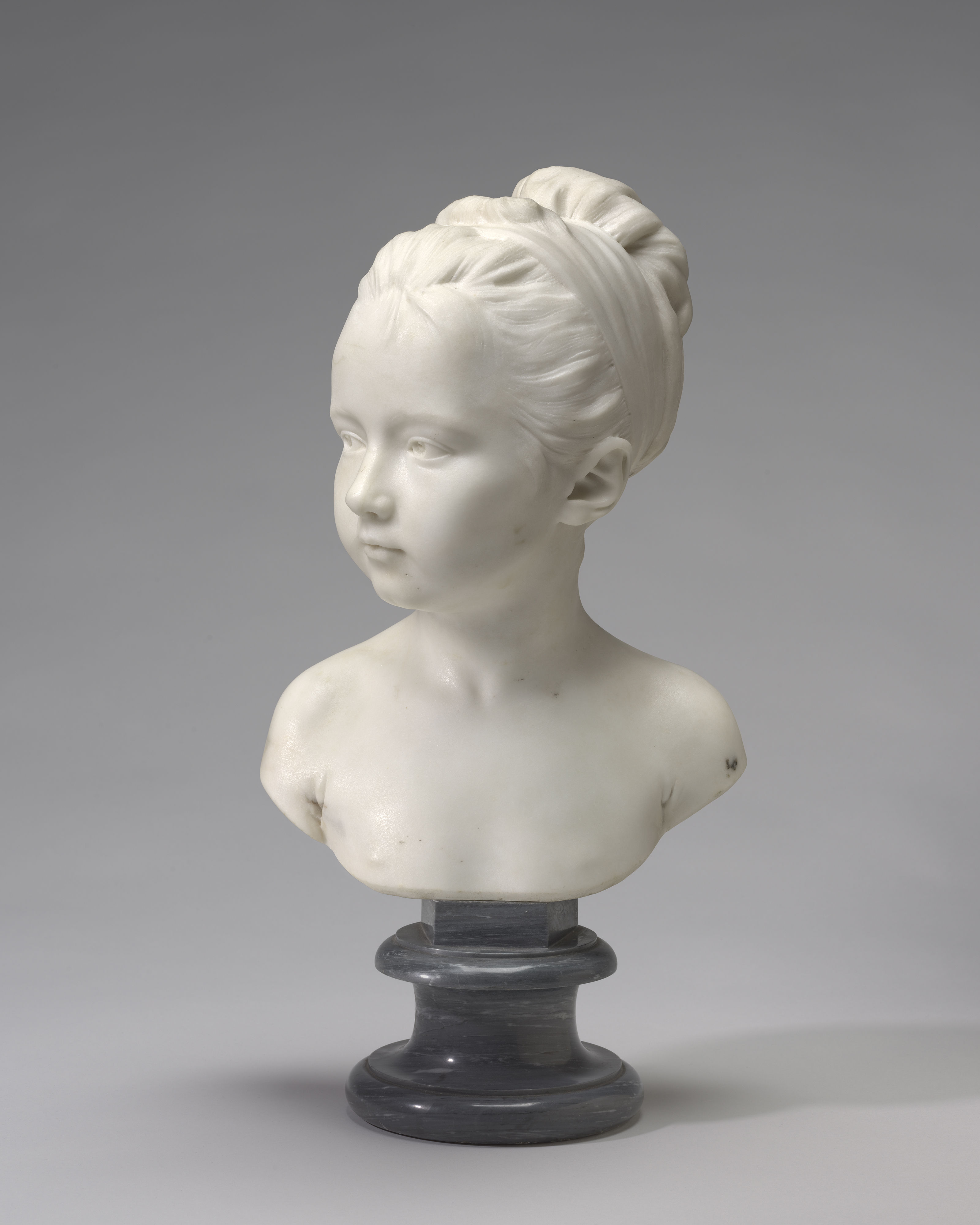
Бюст Луизы Броньяр. 1777
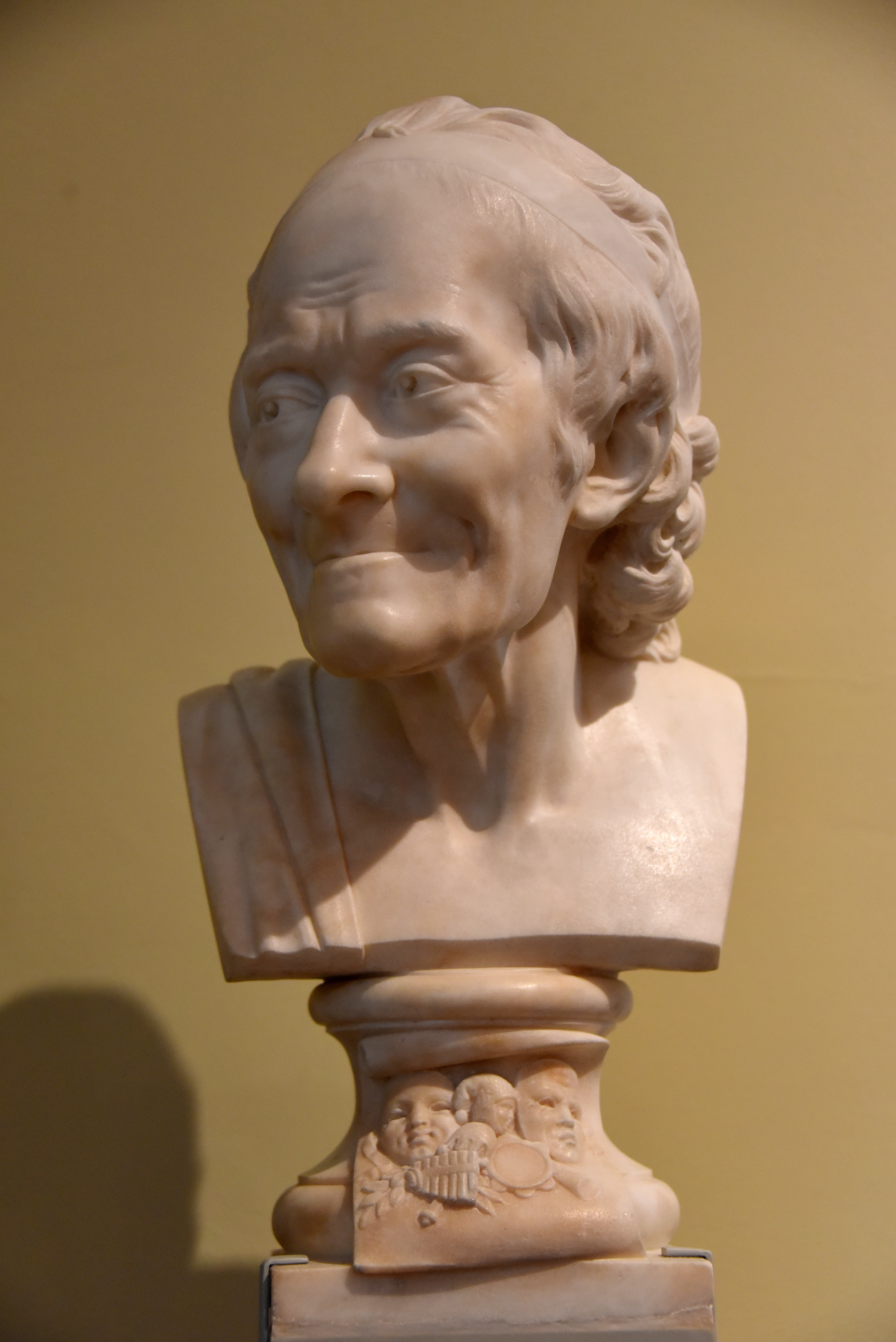
Бюст Вольтера. 1778. Мрамор. Музей Виктории и Альберта, Лондон
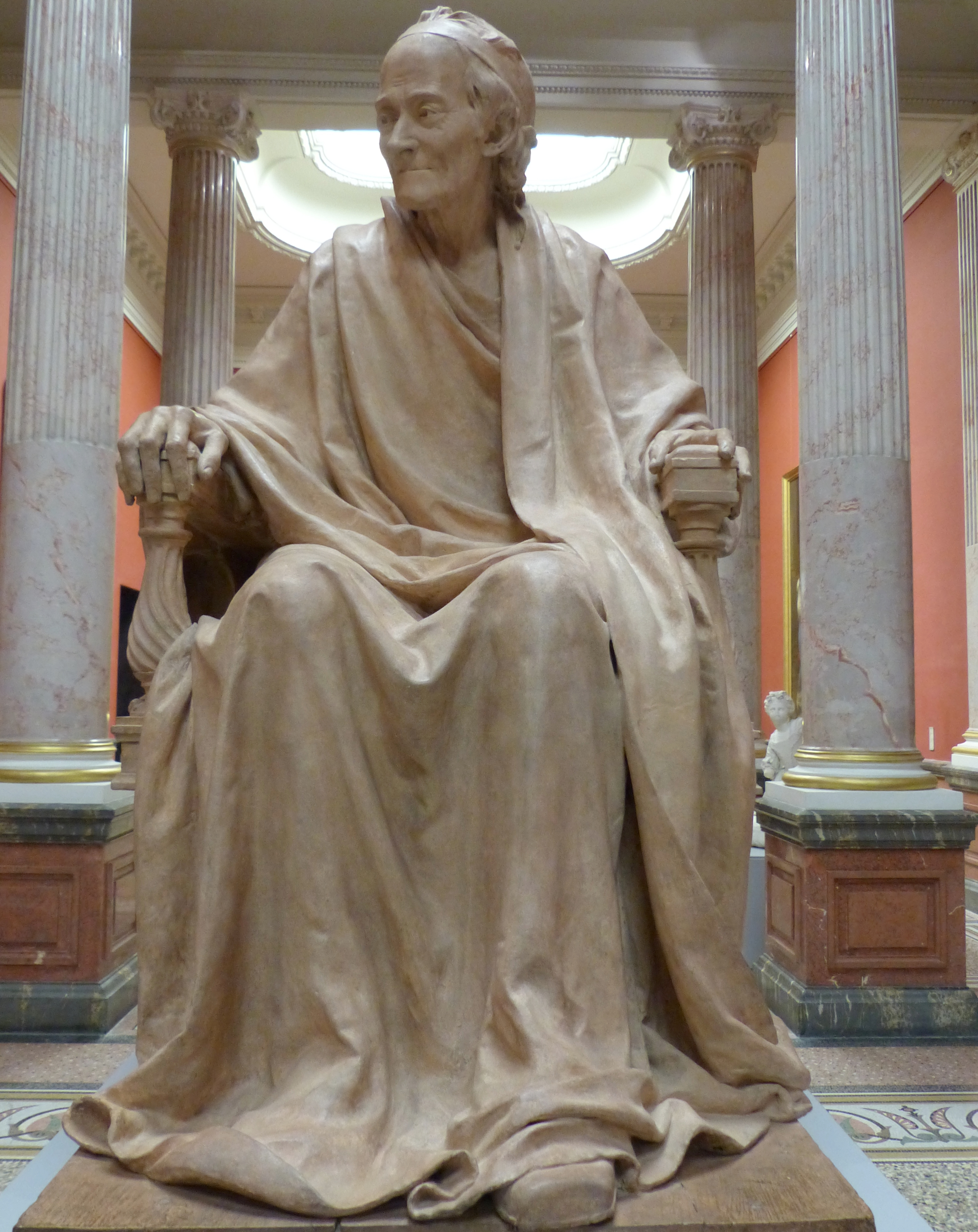
Вольтер, сидящий в кресле. 1778. Терракота. Музей Фабра, Монпелье

## Образ в кино
- «Джон Адамс» (2008)